# Арістель Луїз Йог-Атут
Арістель Луїз Йог-Атут (фр. Aristelle Luise Yog-Atouth; нар. 20 квітня 1994, Габон) — габонська футболістка, нападниця турецького клубу «Дудулуспор».

## Клубна кар'єра
Народилася в Габоні. На батьківщині виступала за клуб вищого дивізіону чемпіонату країни «Трістар».
Під час зимової перерви сезону 2019/20 років перебралася до України, де підписала контракт з «Маріуполем». У футболці «городян» дебютувала 6 липня 2020 року в програному (0:11) виїзному поєдинку 14-го туру Вищої ліги України проти харківського «Житлобуду-1». Арістель вийшла на поле в стартовому складі, на 41-й хвилині отримала жовту картку, а на 72-й хвилині її замінила Марія Барчан. Першим голом за маріупольську команду відзначилася 26 вересня 2020 року на 65-й хвилині переможного (3:1) домашнього поєдинку 4-го туру першого етапу Вищої ліги України проти володимирського «Ладомира». Йог-Атут вийшла на поле в стартовому складі, на 31-й хвилині отримала жовту картку, а на 88-й хвилині її замінила Олена Загуменна. В Україні відіграла близько двох сезонів, за цей час у чемпіонаті України провела 20 матчів, в яких відзначилася 15-ма голами. Через повномасштабне вторгнення до України залишила «Маріуполь».
У середині вересня 2022 року вільним агентом перебралася до Литви, де підсилила столичний «Жальгіріс». У футболці вільнюського клубу дебютувала 16 жовтня 2022 року в переможному (7:0) виїзному поєдинку 18-го туру А-ліги проти «Хегельманна». Арістель вийшла на поле на 70-й хвилині замість Гіфті Ассіфуа. Першими голами за нову команду відзначилася 23 квітня 2023 року на 27-й та 56-й хвилинах переможного (2:0) виїзного поєдинку 4-го туру А-ліги проти «Вільнюса». Йог-Атут вийшла на поле в стартовому складі, а на 80-й хвилині її замінила Жулієн Рамірес. Загалом у складі «Жальгіріса» зіграла 19 матчів у національному чемпіонаті та відзначилася 14-ма голами.
Восени 2023 року виїхала до Туреччини, де стала гравчинею клубу «Дудулуспор» з Суперліги.

## Кар'єра в збірній
Виступає за жіночу національну збірну Габону.